# Wolfenstein II: The New Colossus
Wolfenstein II: The New Colossus — компьютерная игра в жанре шутера от первого лица, разработанная компанией MachineGames и изданная Bethesda Softworks в 2017 году для Windows, PlayStation 4 и Xbox One и в 2018 году в версии для Nintendo Switch. Wolfenstein II: The New Colossus является сиквелом игры 2014 года Wolfenstein: The New Order. Основные события игры начинаются в альтернативном 1961 году, через 5 месяцев после событий The New Order. Главный герой Уильям Бласковиц и общество Круг Крайзау должны найти новых союзников и освободить оккупированные нацистами Соединённые Штаты Америки.

## Сюжет
Действие игры происходит в Северной Америке в 1961 году, в альтернативной реальности, в которой победу во Второй Мировой войне одержали страны Оси.
В ходе битвы с Вильгельмом «Черепом» Штрассе в конце предыдущей игры, главный герой Уильям «Би Джей» Бласковиц тяжело ранен и в полумёртвом состоянии отдаёт разрешение на ядерный удар по крепости. Однако прежде, чем это сделать, его товарищи находят тело Бласковица и эвакуируют на «Молот Евы» — крупнейшую в мире подводную лодку, угнанную у нацистов, которая отныне стала главной базой и резиденцией Сопротивления.
На подводном корабле протагонисту делают операцию и спасают ему жизнь. Часто теряя сознание, Уильям вспоминает памятные моменты своей жизни — тяжёлое детство, сломленная мать, отец-расист и тиран, который избивал и унижал их, и день штурма крепости Черепа, когда он пожертвовал одним из своих товарищей — Фергюсом или Вайатом (игроку даётся выбор, влияющий на некоторые сцены в игре и на геймплейные моменты).
Очнувшись, Бласковиц понимает, что больше не может ходить, а «Молот Евы» сейчас штурмуют силы Рейха. Взяв в руки автомат, Уильям садится на инвалидное кресло и едет искать союзников. Он находит Сета, который рассказывает ему, что прошло уже 5 месяцев, во время операции пришлось вырезать немало органов из его тела, и такими темпами он долго не проживёт, однако Би-Джей узнаёт, где находятся остальные, и направляется к ним.
Встретившись со своей беременной возлюбленной — Аней, — они направляются на помощь остальным бойцам сопротивления, которые ведут перестрелку на палубе. Но они опаздывают: генерал Ирене Энгель, что возглавляет этот штурм, берёт в плен двух солдат — Фергюса/Уайатта и Кэролайн Беккер, требуя, чтобы Бласковиц сдался. Он соглашается и поднимается на борт «Аусмерцера» — огромной летающей крепости.
На борту фрау Энгель приказывает снять экзоскелет, в котором сражалась Кэролайн, и готовится убить обоих союзников протагониста на глазах у своей добродушной дочери, а самого Бласковица предать публичной казни позднее. Энгель отрубает голову Кэролайн и готовится казнить и Уильяма, но в дело вмешивается дочь генерала Зигрун. В результате героям удаётся освободиться, а Бласковиц получает экзоскелет Кэролайн, позволяющий ему вновь ходить, но генералу Энгель удаётся сбежать. Зигрун помогает главным героям освободить «Молот Евы», после чего сбежать.
На базе герои обнаруживают, что местоположение подлодки кто-то передавал с самой подлодки. Зигрун сообщает, что на «Молоте Евы» имеется тайный отсек F, из которого и поступал сигнал. Бласковиц самолично зачищает весь отсек, в котором, как оказалось, уже 5 месяцев находится целый взвод бывшего экипажа корабля. Сопротивление сразу же начинает составлять план второй американской революции, и первой его частью становится поиск крупнейшей ячейки сопротивления на территории бывших США, засевшей в Эмпайр-стейт-билдинг в разрушенном ядерной бомбардировкой Нью-Йорке. Проникнув туда, главный герой заводит знакомство с лидером данной ячейки Грейс Уокер, а также с Норманом Колдуэллом по прозвищу «Суперчудила» — вторым по значимости человеком в данной ячейке.
Прибыв на «Молот Евы», Грейс становится самопровозглашённым лидером, так как у неё есть дальнейший план действий. Грейс Уокер начинает себя вести очень уверенно и открыто презирает Зигрун за её нацистское прошлое. При помощи одной из ядерных боеголовок «Молота Евы» она планирует взорвать Оберкоммандо — главный штаб Рейха, который находится в бывшей Зоне-52 близ Розуэлла. Сет вспоминает, что эта самая зона была одним из убежищ Даат Ихуд — секретного общества, создававшего удивительные изобретения (включая экзоскелет главного героя), в результате раскрытого Рейхом, что и привело нацистов к победе. Сет тоже загорается желанием уничтожить бункер, чтобы не дать нацистам завладеть ещё большими тайнами этого общества. Как туда проникнуть, знает Суперчудила: когда-то они вместе с отцом стали свидетелями крушения «инопланетной тарелки», и в качестве доказательства у него остался некий артефакт, подозрительно напоминающий артефакты Даат Ихуд. С тех пор они были одержимы поиском заговоров, что привело к тому, что отец Чудилы прокопал туннель к монорельсу, ведущему в Зону-52.
Проникнув в Оберкоммандо, протагонист устанавливает ядерный фугас и угоняет мотоцикл, на котором уезжает из эвакуированного Розуэлла и активирует фугас. По пути он решает навестить свою родную ферму, где он провёл своё детство, вспомнив, что когда-то давно мать показала ему кольцо, которое просила подарить своей возлюбленной. Зайдя в свой старый заброшенный дом, он находит кольцо, но так же обнаруживает и своего отца. Он знал, что Уильям приедет сюда, после того, как его обнаружили в Розуэлле, и сам сюда приехал, чтобы завершить дело. Оказывается, отец теперь коллаборационист — добровольно сдал жену-еврейку, а теперь хочет убить и самого Уильяма, чтобы предстать героем. В ярости, Уильям отрубает руку отцу и вонзает топор ему в грудь, но обнаруживает, что перед своей смертью отец был на связи. На дом нападает фрау Энгель, которая при помощи Аусмерцера одерживает верх над Бласковицем, после чего приказывает солдатам снять с него экзоскелет и забирает кольцо себе, глумясь при этом над Бласковицем.
Ирене Энгель лично представляет Бласковица перед народом, заявляя о его поимке и намерении казнить его как самого опасного и известного террориста на Земле. В тюрьму к Би-Джею под видом адвоката проникает Суперчудила, и рассказывает план, согласно которому его увезут на бронетранспортёре, стоящем в подвале. Однако этим планам не суждено было сбыться — этот разговор был записан, и фрау Энгель убивает Чудилу, снова глумясь над Бласковицем. Затем он предстаёт перед судом — суд выносит и оглашает смертный приговор. Однако герой освобождается, и сквозь толпы нацистов пробирается к двери выхода. За ней он видит свою мать, перед которой извиняется за то, что бросил её и ушёл на войну. Однако это оказывается сном главного героя, и после огласки приговора ему в очередной раз надевают на голову чёрный мешок, и снимают уже во время казни прямо перед Мемориалом Линкольну в Вашингтоне. Произнеся финальную речь, Энгель под гром криков и аплодисментов отрубает Бласковицу голову — главный враг Тысячелетнего Рейха уничтожен, затем Энгель бросает его голову в огненную яму.
Однако, благодаря Сету, голову Бласковица удаётся поймать и сохранить активность его мозга, после чего голову героя помещают в спецконтейнер. Оказывается, что ранее, когда Бласковиц был в коме, Кэролайн похитила из Парижа тело одного из новых суперсолдат Рейха. Это тело удалось соединить с головой Бласковица, как когда-то Сет сделал это со своей умирающей кошкой Шошаной и телом беличьей обезьяны.
Придя в себя и стремясь испытать новое тело, Бласковиц вместе с остальными держит путь в Новый Орлеан, где угнездилась вторая ячейка сопротивления — группа большевиков-коммунистов во главе с Хортоном Буном. Найдя группу, Бласковиц убеждает их присоединиться к сопротивлению, и при помощи захваченного панцерхунда — большого собакоподобного робота, вооружённого огнемётом, — сбегают из Нового Орлеана.
Теперь между фрау Энгель и Сопротивлением не стоит ничего, кроме самого Аусмерцера — эта летающая крепость является настоящей «занозой в заднице» Сопротивления. Пока она находится в небе, революции в США не бывать, а атаковать Аусмерцер практически невозможно, поскольку он оснащён мощной автоматизированной охранной системой «Один», уничтожающей всех, кто посмеет приблизиться к крепости. Сопротивление планирует захватить Аусмерцер и обратить его против нацистов, есть лишь одно затруднение — коды доступа к системе «Один» хранятся на новой базе Оберкоммандо, на Венере, и пробраться туда никак не получится. Однако шанс всё же появляется — по телевизору герои узнают, что в ближайшее время там состоится кастинг на главную роль в пропагандистском фильме про самого Бласковица, которого в Рейхе называют «Жутким Билли». Похитив одного из актёров, Бласковиц маскируется под него и проникает на Венеру. Оказывается, кастинг проводит сам Адольф Гитлер. С трудом получив роль в фильме про самого себя, герой распаковывает свой багаж с оружием в своём номере и добывает коды доступа, попутно вырезав остатки Оберкоммандо.
Вернувшись на Землю, уже будучи на борту «Молота Евы», Бласковиц обнаруживает, что всюду включены аварийные сигналы и почти полностью отсутствует экипаж. Затишье оказалось сюрпризом к дню рождения Бласковица, после которого весь «Молот Евы» закатывает шумную вечеринку.
Дело за малым — захватить Аусмерцер и расправиться с Ирене Энгель. Зигрун расшифровала коды и сообщила, что в качестве пароля доступа к системам Аусмерцера используется только одно слово — «Вальхалла». Воспользовавшись отсутствием Энгель на Аусмерцере, сопротивленцы штурмуют летающую крепость, взламывают систему «Один» и берут Аусмерцер под свой контроль. В это же время, фрау Энгель в прямом эфире находится в гостях на шоу Джимми Карвера в Калифорнии, а прямой эфир означает лишь одно — самое время начинать революцию. Сопротивленцы проникают на телестудию и захватывают её незаметно для ведущего и гостьи. Под угрозой расправы персонал студии не прекращает прямой эфир, затем Бласковиц дерзко врывается на съёмочную площадку и на глазах у всех убивает фрау Энгель. Бойцы Сопротивления все вместе встают перед камерами и призывают всех жителей США восстать против нацистов. В сцене после титров Уильям замечает, что у фрау Энгель на пальце то самое кольцо, которое она у него забрала. Бласковиц снимает его и делает Ане предложение руки и сердца, всё так же перед камерами.

## Игровой процесс
| Системные требования | Системные требования                                                              | Системные требования                                     |
| -------------------- | --------------------------------------------------------------------------------- | -------------------------------------------------------- |
|                      | Минимальные                                                                       | Рекомендуемые                                            |
| Windows              |                                                                                   |                                                          |
| ОС                   | Windows 7, Windows 8.1, Windows 10 (только 64-разрядные)                          | Windows 7, Windows 8.1, Windows 10 (только 64-разрядные) |
| ЦПУ                  | AMD FX-8350/Ryzen 5 1400 или Intel Core i5-3570/i7-3770                           | AMD FX-9370/Ryzen 5 1600X или Intel Core i7-4770         |
| Объём ОЗУ            | 8 ГБ ОЗУ                                                                          | 16 ГБ ОЗУ                                                |
| Место на диске       | 55 ГБ                                                                             | 55 ГБ                                                    |
| Видеокарта           | Nvidia GTX 770 4ГБ/AMD Radeon R9 290 4ГБ или лучше Требуется поддержка API Vulkan | Nvidia GTX 1060 6ГБ/AMD Radeon RX 470 4ГБ или лучше      |

Wolfenstein II: The New Colossus, как и большинство других частей франшизы, является игрой в жанре шутер от первого лица с элементами стелс-экшена. Перед началом игры игроку предлагается выбрать уровень сложности, который влияет на количество получаемого героем урона. Игрок берёт на себя роль Уильяма Бласковица, протагониста почти всех прошлых частей. С самого начала игры главный герой получает разнообразные виды вымышленного оружия, среди которых есть пистолеты, автоматы и тяжелые виды вооружений. Каждое оружие может быть модифицировано. Модификации могут предоставлять доступ к альтернативным режимам огня. В отличие от The New Order и The Old Blood, где игрок мог взять в руки 2 одинаковых оружия, в The New Colossus можно взять в руки 2 любых вида оружия. Разные виды вооружения используют разные виды патронов. Как и в прошлых частях, кроме огнестрельного оружия, Бласковиц может использовать оружие ближнего боя. В данной части оружие ближнего боя представлено топориками. Как и в The New Order оружие ближнего боя может быть использовано в качестве метательного.
Игра предполагает линейную (за исключением повторения выбора, сделанного в прошлой части) сюжетную кампанию, мини-задания на подводной лодке, а также миссии по уничтожению оберкоммандеров. Игра предполагает как пререндеренные сюжетные игровые ролики, так и ролики на движке игры. По ходу сюжетной кампании максимальные уровни здоровья и брони Бласковица изменяются. Также, при выборе Уайатта или Фергюса арсенал игрока изменяется. Во второй части сюжетной кампании открывается возможность свободного перемещения по пройденным в сюжетном режиме локациям, где можно собрать оставшиеся коллекционные предметы, а также устранить оберкоммандеров.
В Wolfenstein II: The New Colossus, как и в прошлых играх серии, присутствует система прокачки навыков персонажа. Каждый прокачанный навык дает улучшение какой-либо характеристики персонажа или оружия. Нововведением данной части являются приспособления, который открывают новые возможности для прохождения уровня, а также дают определённые преимущества в бою. Например, используя боевые ходули Бласковиц может быстро подняться на большую высоту или получить лучший обзор местности. Всего в игре представлено 3 приспособления, все приспособления могут использоваться одновременно.

## Музыкальное сопровождение
Композиторами выступили Мик Гордон, композитор Wolfenstein: The New Order, Wolfenstein: The Old Blood и некоторых других игр Bethesda Softworks, а также Мартин Стиг Андерсен, создавший музыкальное сопровождение к игре Limbo. В создании нескольких композиций принял участие Фредрик Тордендаль, участник музыкальной группы Meshuggah. По словам Йенса Маттиса, Гордон больше склонялся к написанию музыкальных тем для сопротивления, в то время как Андерсен — для нацистов.
Wolfenstein II: The New Colossus (Original Game Soundtrack) вышел 15 июня 2018 года на цифровых площадках.
| №   | Название                                   | Автор(ы)                                 | Длительность |
| --- | ------------------------------------------ | ---------------------------------------- | ------------ |
| 1.  | «Blitzmensch!»                             | Blitzmensch! & Copilot Music + Sound     | 1:15         |
| 2.  | «The Executioner»                          | Мартин Стиг Андерсен                     | 2:25         |
| 3.  | «The New Colossus»                         | Мик Гордон                               | 5:22         |
| 4.  | «Commander of the Ausmerzer»               | Мартин Стиг Андерсен                     | 4:01         |
| 5.  | «Reich Between the Eyes»                   | Мик Гордон                               | 3:58         |
| 6.  | «Oh, Caroline»                             | Мик Гордон                               | 3:13         |
| 7.  | «Nuked Manhattan»                          | Мартин Стиг Андерсен                     | 3:35         |
| 8.  | «Der Zitadelle»                            | Мик Гордон                               | 3:25         |
| 9.  | «Amazing Grace»                            | Мик Гордон                               | 1:51         |
| 10. | «Right Trigger Warning»                    | Мик Гордон                               | 7:18         |
| 11. | «Hatching the Plan»                        | Мик Гордон                               | 1:11         |
| 12. | «Strawberry Milkshake»                     | Мартин Стиг Андерсен                     | 0:44         |
| 13. | «Space Aliens»                             | Мартин Стиг Андерсен                     | 2:06         |
| 14. | «Rocket Trains and Lizard Faces»           | Мик Гордон                               | 4:28         |
| 15. | «Blazko Kill the Nazis»                    | Мик Гордон                               | 3:47         |
| 16. | «On Fire»                                  | Мартин Стиг Андерсен                     | 4:45         |
| 17. | «Die Glocke»                               | Мартин Стиг Андерсен                     | 5:09         |
| 18. | «Area 52»                                  | Мартин Стиг Андерсен, Фредрик Тордендаль | 4:02         |
| 19. | «Mesquite, Texas»                          | Мик Гордон                               | 5:57         |
| 20. | «Frau Engel»                               | Мартин Стиг Андерсен                     | 7:26         |
| 21. | «Deteriation»                              | Мартин Стиг Андерсен                     | 1:30         |
| 22. | «Zofia»                                    | Мик Гордон                               | 1:16         |
| 23. | «Twins»                                    | Мик Гордон                               | 2:09         |
| 24. | «The Kreisau Circle»                       | Мик Гордон                               | 3:01         |
| 25. | «New Orleans Burning»                      | Мартин Стиг Андерсен, Фредрик Тордендаль | 4:35         |
| 26. | «Muddy Waters»                             | Мик Гордон                               | 2:47         |
| 27. | «Terror-Billy's Gonna Getcha»              | Мик Гордон                               | 3:11         |
| 28. | «Horton Hears a Revolution»                | Мик Гордон                               | 3:57         |
| 29. | «Nazi Punks, Gtfo»                         | Мик Гордон                               | 5:21         |
| 30. | «Anya»                                     | Мик Гордон                               | 2:45         |
| 31. | «Gettin' Ready»                            | Мик Гордон                               | 1:20         |
| 32. | «...And Other Things»                      | Мик Гордон                               | 2:56         |
| 33. | «Lontano»                                  | Мартин Стиг Андерсен                     | 8:09         |
| 34. | «Like a Walrus»                            | Мик Гордон                               | 5:01         |
| 35. | «Venus»                                    | Мартин Стиг Андерсен                     | 7:50         |
| 36. | «Sehnsucht»                                | Мартин Стиг Андерсен                     | 3:11         |
| 37. | «V-A-L-H-A-L-L-A»                          | Мик Гордон                               | 2:31         |
| 38. | «Surprise! (Get Them Before They Get You)» | Мик Гордон                               | 2:38         |
| 39. | «Sunset for Humanity»                      | Мик Гордон                               | 3:45         |
| 40. | «Der Zerstörer»                            | Мик Гордон                               | 3:29         |
| 41. | «Change over Day»                          | Мик Гордон                               | 3:40         |

## Разработка и выпуск
В интервью сайту Gamespot креативный директор Йенс Маттис заявил, что Wolfenstein II: The New Colossus может стать не последней, поскольку разработчики всегда рассматривали сюжетную арку, начатую в Wolfenstein: The New Order как трилогию. Руководитель и продюсер Йерк Густафссон подтвердил план разработки, включавший в себя все три игры.

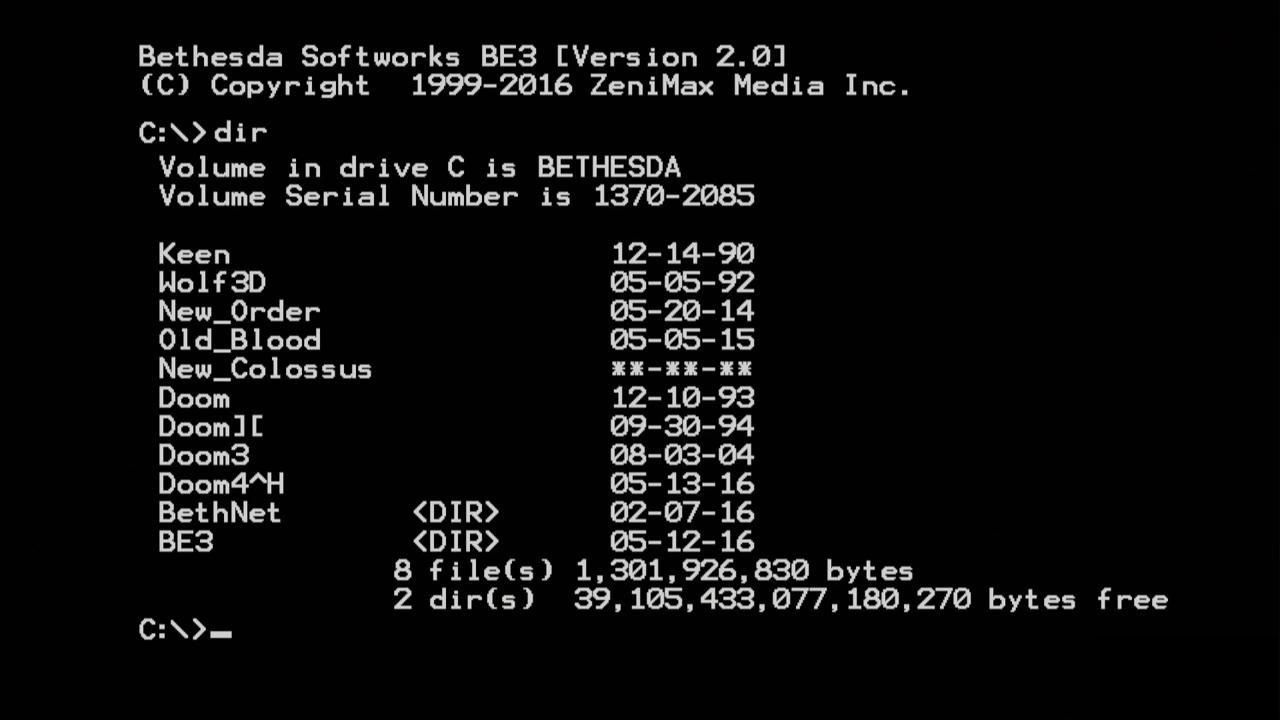
Изображение, показанное на конференции Bethesda E3 2016.

Первоначальный анонс состоялся 12 июня 2016 года на Е3 2016 с помощью тизер-изображения, где был показан подзаголовок игры The New Colossus, который был дан в честь одноимённого сонета Эммы Лазарус, размещенного в Статуе Свободы. Полноценный анонс состоялся ровно год спустя, 12 июня 2017 года, на конференции Bethesda в рамках E3 2017, где был показан 8-минутный трейлер анонса. 14 сентября 2017 года на Nintendo Direct, ещё до выхода версий для Windows, PlayStation 4 и Xbox One, была анонсирована версия игры для Nintendo Switch выход которой был намечен на 2018 год.
В рамках рекламной кампании игры, аналогично пиар-кампании The New Order, где для продвижения игры использовались кавер-версии музыкальных композиций на немецком языке, была выпущена серия коротких видеороликов, в которых были показаны нарезки из нескольких вымышленных телешоу, рекламы и мультсериала. В ролике «German of Else!» была показана пародийная шоу-викторина, участники которой пытались правильно выговорить загаданные ведущим немецкие слова, победитель викторины получил призы, а проигравший отправлялся на «Переобучение» немецкому языку. В качестве рекламы коллекционного издания игры была показана реклама вымышленной коллекции фигурок, в которой было показано, как фигурки «Бойца Ханса» и генерала Энгель ловят и карают «злодея, сошедшего прямиком с газетных разворотов, гнусного» Би-Джея Бласковица. В ролике «Blitzmensch» была показана заставка вымышленного мультсериала, где олимпийский десятиборец после удара молнией в его дирижабль превратился из «убер-человека» в «убер-героя» Блицменша и боролся с различными злодеями, представленными такими символами США, как Статуя Свободы и Дядя Сэм. На YouTube-канале Мика Гордона была размещена шуточная музыкальная композиция «Changeover Day» вымышленной группы «Die Käfer» о превосходстве немецкого языка над английским.
Игра вышла 27 октября 2017 года на платформах Windows, PlayStation 4 и Xbox One, а 29 июня 2018 года состоялся выход версии для Switch.
Йерк Густафссон в заметке о 10-летии студии MachineGames рассказал, что для выхода в срок отделы разработки и тестирования трудились сверхурочно, неоценимую помощь оказали коллеги из Arkane Studios и id Software. Заканчивая работу, они сильно устали и даже не думали о том, как публика примет новую часть. 13 октября 2017 года были получены первые предварительные американские рецензии: 65 и 74 балла, предположительная оценка на Metacritic: 69—74 балла. Такие цифры шокировали даже PR-отдел в США — менеджеры сочли оценки чересчур низкими. Йенс Маттис ничего об этом не знал, присутствовал на мероприятии для прессы в Австралии и рекламировал игру. Другому рецензенту из Лос-Анджелеса, поклоннику серии Wolfenstein, отправили консоль с установленной игрой, от него пришла оценка 90 баллов. После этого разработчики не могли понять, как должны оценить прочие критики.

## Отзывы, критика и продажи
| Сводный рейтинг       | Сводный рейтинг                                                |
| Агрегатор             | Оценка                                                         |
| --------------------- | -------------------------------------------------------------- |
| GameRankings          | - (XONE) 88,62 % - (PS4) 87,72 % - (PC) 84,32 % - (NS) 78,30 % |
| Metacritic            | (PC) 86/100 (PS4) 87/100 (XONE) 88/100 (NS) 79/100             |
| OpenCritic            | 87/100                                                         |
| Иноязычные издания    |                                                                |
| Издание               | Оценка                                                         |
| Destructoid           | 8/10                                                           |
| EGM                   | 8/10                                                           |
| Game Informer         | 9,75/10                                                        |
| GameRevolution        | [ 34 ]                                                         |
| GamesRadar+           | [ 35 ]                                                         |
| IGN                   | 9,1/10                                                         |
| PC Gamer (US)         | 81/100                                                         |
| Polygon               | 9/10                                                           |
| VideoGamer            | 9/10                                                           |
| Русскоязычные издания |                                                                |
| Издание               | Оценка                                                         |
| 3DNews                | 9/10                                                           |
| PlayGround.ru         | 9/10                                                           |
| Riot Pixels           | 75 %                                                           |
| «Игромания»           | 9/10                                                           |
| «Канобу»              | 8/10                                                           |
| «НИМ»                 | 8,3/10                                                         |
| Gmbox.ru              | 8/10                                                           |
| Overclockers.ru       | 8,5/10                                                         |
| Stopgame.ru           | Изумительно                                                    |

Игра была тепло встречена рецензентами: средний балл по данным агрегатора оценок Metacritic равен 86, 87 и 88 баллам из 100 возможных в версиях для Windows, PlayStation 4 и Xbox One соответственно. Версия для Nintendo Switch получила немного меньший балл — 79 из 100. Портал Игромания поставил игре 9 баллов из 10 возможных, назвав её «гибридом „Индианы Джонса“ и „Неуловимых мстителей“, снятым Тарантино», похвалив сюжет, постановку кат-сцен и экшен-составляющую, но при этом отметил слабый искусственный интеллект врагов и то, что сюжет игры «резко заканчивается». Рецензент сайта Playground.ru Александр Купцевич также поставил игре 9 баллов из 10, назвал The New Colossus «улучшенной The New Order», как и рецензент «Игромании» выделил постановку сцен и экшен-составляющую игры, а также похвалил проработку представленных в игре персонажей и их поступки. Аналогичную оценку в 9 баллов из 10 игра получила от рецензента портала Игры@mail.ru Максима Еремеева, который назвал игру «лучшим сюжетноориентированным шутером последних лет» и выделил в качестве достоинств сюжет, экшен-эпизоды, разные варианты прохождения и реиграбельность. Сайт Stopgame.ru поставил игре оценку «Изумительно» (максимальная оценка). В обзоре рецензент портала писал:
Уже в самом начале The New Colossus обнаруживает все те черты, которые отличают серию от заурядных шутеров. Мы понимаем, что впереди нас ожидает десяток часов зубодробительного антинацистского экшна, приправленного доведённым до абсурда героизмом главного героя, необычными геймплейными подходами и очень серьёзной драмой, вписанной в контекст постмодернистской самоиронии.
Сайт Game Informer поставил игре оценку в 9,75 балла из 10. Рецензент портала Джейви Гвентли в своем обзоре написал, что к концовке игры он пришел к выводу, что он не играл в лучший, чем The New Colossus шутер от первого лица, уже многие годы. Автор обзора похвалил игру за незабываемые сюжетные моменты и фантастическую боевую систему. Дэн Степлетон, рецензент портала IGN крайне положительно высказался об игровом мире и сюжете The New Colossus:
Это реально потрясающе, как "работает" сюжет данной игры, учитывая, насколько абсурдна данная sci-fi версия 1961 года и как дико меняется тон [повествования] от сцены к сцене. В один момент он ультра-серьезный и доставляет дозу ядовитого расизма, жестокого обращения и хладнокровной жестокости. Не то, чтобы нам нужна была ещё одна причина, чтобы свергнуть альтернативный Третий Рейх, выигравший Вторую мировую войну и завоевавший мир, но она чрезвычайно эффективна для того, чтобы кровь закипела. Однако уже в следующий момент тон меняется на сцены смехотворной комедии, прежде чем вернуться обратно к Би-Джею Бласковицу, который имея дело с собственной смертностью, постепенно умирает от ран, полученных им в конце The New Order.
Оригинальный текст (англ.)It really is incredible how well this story works, considering how absurd its sci-fi version of 1961 is and how wildly the tone shifts from scene to scene. One moment it’s ultra-serious and delivering a sickening dose of venomous racism, abuse, and cold-blooded cruelty. Not that we needed another reason to want to overthrow an alternate-reality Third Reich who won World War 2 and conquered the world, but it’s hugely effective in getting the blood boiling. And yet, the next moment it’ll transition to scenes of laugh-out-loud comedy before pivoting back to BJ Blazkowicz dealing with his own mortality as he withers away from the wounds he received at the end of The New Order.
The New Colossus получила от IGN оценку в 9.1 балла из 10.
Ролик «Changeover Day» был удалён с канала Мика Гордона на YouTube за «разжигание ненависти». Тем не менее, пользователи всё равно распространили «запрещённое видео». Йенс Маттис с юмором назвал это «самой запоминающейся популярной песней, которую вы когда-либо слышали, и её невозможно выкинуть из головы».
В 2018 году Wolfenstein II: The New Colossus заняла первое место в номинации «Шутер года 2017» по мнению российского издательства «Игромания» и получила главный приз в номинации «Игра года 2017» по мнению русскоязычного сайта StopGame.ru. На церемонии The Game Awards 2017, Wolfenstein II: The New Colossus выиграла в номинации «Лучшая экшен-игра». Сайт IGN по итогам 2017 года присудил победы в 2 номинациях: «Лучший шутер» и «Лучший сюжет».
Кроме того, Wolfenstein II: The New Colossus получила премию от некоммерческой организации «National Academy of Video Game Trade Reviewers» (NAVGTR) в номинации «Игра, экшен-франшиза» 2017.
Летом 2018 года, благодаря уязвимости в защите Steam Web API, стало известно, что точное количество пользователей сервиса Steam, которые играли в игру хотя бы один раз, составляет 549 457 человек.